# Breszkaja Woblasz
Die Breszkaja Woblasz (belarussisch Брэ́сцкая во́бласць; russisch Брестская область / Brestskaja Oblast, deutsch Oblast Brest) ist ein Verwaltungsbezirk im Südwesten von Belarus. Hauptstadt der Woblasz ist die Stadt Brest.

## Geografie
Die Breszkaja Woblasz hat eine Fläche von 32.787 km² und zählt 1.380.391 Einwohner (2019). Die Woblasz ist nach ihrer Hauptstadt Brest benannt. Sie nimmt 15,79 % der Fläche von Belarus ein, 16,18 % der Bevölkerung des Landes leben hier. Sie gliedert sich in 16 Rajone, 225 Dorfsowjets, 20 Städte (davon fünf Städte der Gebietsunterordnung) sowie neun städtische Siedlungen. Zentrum des Gebiets stellt die Stadt Brest mit ca. 300.000 Einwohnern dar. Die Breszkaja Woblasz ist in 17 Distrikte – 16 Rajone und die Stadt Brest – unterteilt.

## Geschichte
Die Breszkaja Woblasz wurde am 4. Dezember 1939 im Bestand der Weißrussischen SSR gegründet. Das Gebiet war zuvor bei der sowjetischen Besetzung Ostpolens erobert worden.
Durch einen Vertrag vom 9. September 1944 zwischen der weißrussischen Regierung und dem Lubliner Komitee, das von der Sowjetunion als provisorische Regierung Polens angesehen wurde, wurden drei Rajons an Polen abgetreten.
Am 20. September 1944 kam ein Teil des Gebiets zur neugebildeten Hrodsenskaja Woblasz. Am 8. Januar 1954 wurden die Pinskaja Woblasz und ein Teil der aufgelösten Baranawizkaja Woblasz angegliedert.

## Wappen
Beschreibung: In Rot ein goldener Wisent unter einem aufgebogenen blauen Schildhaupt mit zwei rechteckigen Einschnitten.
| Nr. | Name                | belaruss.   | russ.         | Fläche (m²) | Einwohnerzahl (30. März 2018) | Administratives Zentrum |
| --- | ------------------- | ----------- | ------------- | ----------- | ----------------------------- | ----------------------- |
| 1.  | Rajon Brest         | Брэсцкі     | Брестский     | 1.544,11    | 42.400 ohne Stadt Brest       | Brest                   |
| 2.  | Rajon Baranawitschy | Баранавіцкі | Барановичский | 2.171,88    | 30.703                        | Baranawitschy           |
| 3.  | Rajon Bjarosa       | Бярозаўскі  | Березовский   | 1.412,77    | 62.882                        | Bjarosa                 |
| 4.  | Rajon Hanzawitschy  | Ганцавіцкі  | Ганцевичский  | 1.709,58    | 27.297                        | Hanzawitschy            |
| 5.  | Rajon Drahitschyn   | Драгічынскі | Дрогичинский  | 1.855,06    | 36.433                        | Drahitschyn             |
| 6.  | Rajon Schabinka     | Жабінкаўскі | Жабинковский  | 684,17      | 24.329                        | Schabinka               |
| 7.  | Rajon Iwanawa       | Іванаўскі   | Ивановский    | 1.551,41    | 38.353                        | Iwanawa                 |
| 8.  | Rajon Iwazewitschy  | Івацэвіцкі  | Ивацевичский  | 2.998,11    | 54.848                        | Iwazewitschy            |
| 9.  | Rajon Kamjanez      | Камянецкі   | Каменецкий    | 1.687,11    | 34.954                        | Kamenez                 |
| 10. | Rajon Kobryn        | Кобрынскі   | Кобринский    | 2.039,79    | 85.047                        | Kobryn                  |
| 11. | Rajon Luninez       | Лунінецкі   | Лунинецкий    | 2.708,51    | 66.826                        | Luninez                 |
| 12. | Rajon Ljachawitschy | Ляхавіцкі   | Ляховичский   | 1.352,31    | 25.436                        | Ljachawitschy           |
| 13. | Rajon Malaryta      | Маларыцкі   | Малоритский   | 1.373,63    | 24.306                        | Malaryta                |
| 14. | Rajon Pinsk         | Пінскі      | Пинский       | 3.252,77    | 46.537                        | Pinsk                   |
| 15. | Rajon Pruschany     | Пружанскі   | Пружанский    | 2.825,91    | 46.864                        | Pruschany               |
| 16. | Rajon Stolin        | Столінскі   | Столинский    | 3.342,06    | 73.101                        | Stolin                  |

## Städte
Die Einwohnerzahlen der aufgeführten Städte geben den Stand am 1. Januar 2004 wieder. Die ggf. abweichende russische Bezeichnung wird in Kursivschrift angegeben.
- Brest – 298.300
- Baranawitschy Baranowitschi – 168.600
- Pinsk – 130.500
- Kobryn Kobrin – 50.800
- Bjarosa Berjosa – 29.700
- Iwazewitschy Iwazewitschi – 24.100
- Luninez – 23.900
- Pruschany – 19.800
- Iwanawa Iwanowo – 16.300
- Drahitschyn Drogitschin – 15.000
- Hanzawitschy Ganzewitschi – 14.800
- Mikaschewitschy Mikaschewitschi – 13.700 (städtische Siedlung)
- Belaasjorsk Beloosjorsk – 13.200
- Schabinka – 12.800
- Stolin – 12.500
- Ljachawitschy Ljachowitschi – 11.600
- Malaryta Malorita – 11.500
- Kamenez – 8.700
- Dawyd-Haradok Dawid-Gorodok – 7.100
- Wyssokaje Wyssokoje – 5.300
- Kossawa Kossowo – 2.400